# Mỹ nhân ngư (phim truyền hình)
Siren (Mỹ Nhân Ngư) (tên trước đó là "The Deep") là một series phim được phát hành trên trang Freeform vào ngày 29 tháng 3 năm 2018. Mùa đầu tiên dự kiến sẽ kéo dài 10 tập. Ngày 15 tháng 5 năm 2018, series được dự kiến sẽ kéo dài 16 tập từ mùa thứ hai trở đi.

## Cốt truyện
Thị trấn ven biển Bristol Cove được biết đến rộng rãi là nơi cư ngụ của những sinh vật được gọi là "người cá" bỗng xảy ra biến cố lớn khi một cô gái trẻ xuất hiện để tìm kiếm người chị gái mất tích của mình sau khi bị kéo từ lưới bắt cá của một con thuyền từ Bristol Cove. Nhà sinh vật biển họ là Ben cùng bạn gái là Maddie đã cùng nhau điều tra vì sao những sinh vật huyền bí ở đáy biển sâu lại lên đất liền.

## Dàn diễn viên

### Nhân vật chính
- Alex Roe thủ vai Ben Pownall, một nhà sinh vật biển học đã giúp người cá Ryn.
- Elaine Powell thủ vai Ryn, là người cá với nhiều bí mật bị chôn dấu
- Ian Verdun thủ vai Xander McClure là thợ đánh bắt cá luôn tìm kiếm sự thật.
- Rena Owen thủ vai Helen Hawkins, là một người phụ nữ luống tuổi quái dị biết khá nhiều về người cá, sau này bà tiết lộ mình cũng là người cá và có quan hệ xa với Ben.
- Fola Evans-Akingbola thủ vai Maddie Bishop là nhà sinh vật biển học và cũng là bạn gái của Ben.
- Sibongile Mlambo thủ vai Donna, là người cá và cũng là chị của Ryn.

### Nhân vật phụ
- Chad Rook thủ vai Chris Muller, là thợ đánh bắt cá bị đưa tới căn cứ quân sự sau khi bị Donna làm trọng thương.
- Curtis Lum thủ vai Calvin, cũng là thơ đánh bắt cá và là bạn cùng nhà với Xander.
- Ron Yuan thủ vai Aldon Decker, là chuyên gia về người cá làm việc cho quân đội.
- Gil Birmingham thủ vai Dale Bishop là cảnh sát trưởng của Sở Cảnh Sát Bristol Cove
- Tammy Giles thủ vai Marissa Staub là nhân viên ở sở.
- Anthony Harrison thủ vai Tướng Quân Harrison ở căn cứ quân đội nơi Donna bị giam cầm.
- Aylya Marzolf thủ vai Katrina là người cá lãnh đạo tuy nhiên bị mất vị trí lãnh đạo vào tay Ryn.
[2]
- Sedale Threatt Jr. thủ vai Levi, người cá chiến binh nam.

### Khách mời
- Brian Anthony Wilson thủ vai Sean McClure, một ngư dân kinh nghiệm và cũng là cha của Xander.

## Sản xuất

### Phát triển
Ngày 25 tháng 7 năm 2016, Freeform yêu cầu một series truyền hình tên "The Deep" dựa trên kịch bản của Eric Wald và Dean White, cũng là nhà sản xuất của tập phim mở đầu trong khi đó Wald là nhà biên kịch. Scott Stewart đạo diễn tập mở đầu, và Emily Whitesell là người chạy tập phim. Ngày 19 tháng 4 năm 2017, series cũng đã được chọn tên chính thức và sẽ được trình chiếu vào mùa hè năm 2018.
Vào ngày 7 tháng 10, có thông báo rằng series sẽ được phát hành vào ngày 29 tháng 3 năm 2018 trong một sự kiện kéo dài hai giờ.

### Tuyển vai
Ngày 24 tháng 8 năm 2016, nữ diễn viên Eline Powell tham gia dàn diễn viên chính với vai diễn có tên gọi ban đầu là Po (sau này được đổi thành Ryn) và nữ diễn viên Rena Owen thủ vai Helen. Ngày 26 tháng 9 năm 2016, Ian Verdun tham gia với vai Xander, theo đó là Alex Roe và Fola Evans-Akingbola thủ vai Ben và Maddie. Chad Rook thông báo trên Twitter vài ngày 16 tháng 5 năm 2017 rằng mình sẽ thủ vai Chris Mueller trong series. Ngày 26 tháng 7 năm 2017, nữ diễn viên Sibongile Mlambo được thông báo sẽ tham gia vai Donna.

### Quay phim
Tập mở đầu được quay vào tháng 10 năm 2016 ở British Columbia, Canada. Quá trình tiền sản xuất được thực hiện vào ngày 26 tháng 7 năm 2017. Buổi quay chính của những tập còn lại bắt đầu vào ngày 4 tháng 8 năm 2017 sau đó đoàn làm phim tiếp tục ghi hình tới ngày 22 tháng 11 năm 2017.

### Marketing
Trailer được công chiếu vào ngày 19 tháng 4 năm 2017. Tập đầu tiên được phát sóng ở Comic Con New York vào tháng 10 năm 2017

## Bên lề

### Phản ứng chuyên môn
Trên trang Rotten Tomatoes, series đạt rating 93% dựa trên 15 nhận xét với điểm trung bình là 7.75/10. Trang web chuyên phê bình phim viết: "Siren biến câu chuyện cổ tích muôn đời bằng một cú chuyển mình độc đáo đã cho thấy được nét đẹp hoang sơ nhưng cũng đầy táo bạo của những sinh vật huyền bí một cách thật hào hứng" 

## Phát sóng
Tại Vương quốc Anh, bộ phim được chiếu trên SyFy vào tháng 3 năm 2018.